# Malta Song for Europe 2001
Malta Song for Europe 2001 (Abkürzung: MSFE 2001) war die maltesische Vorentscheidung für den Eurovision Song Contest 2001, der in Kopenhagen (Dänemark) stattfand, nachdem die Olsen Brothers im Vorjahr mit ihrem Lied Wings of Love den Eurovision Song Contest gewonnen hatten. Der Wettbewerb wurde von Fabrizio Faniello mit dem Lied Another Summer Night gewonnen.

## Prinzip
Insgesamt wurden 16 Beiträge von einer Fachjury ausgewählt, die am Finale, das am 3. Januar 2001 im Mediterranean Conference Centre stattfand, teilzunehmen. Am 2. und 3. Februar wurden die Lieder wie im Vorjahr ausschließlich auf Englisch vorgetragen. Am 2. Februar wurden die Lieder zunächst vorgestellt. Die Jury wählte mit 87,5 % Stimmenanteil und die Anrufer mit 12,5 % die 16 Finalisten, die am 3. Februar antraten, um Malta bei dem Eurovision Song Contest zu vertreten. Zum ersten Mal beim maltesischen Vorentscheid konnte jeder über Telefon seine Stimme abgeben, zusätzlich zu den Stimmen der Jury.
Die Künstler hatten die Wahl, ihre Lieder auf Englisch oder Maltesisch vorzutragen, da beide Sprachen ihre Amtssprache sind, jedoch entschieden sich alle für die englische Sprache.

### Finale
Im Finale, das am 3. Januar 2001 stattfand, sangen 16 Künstler um den Sieg des Vorentscheids. Vor der Punktevergabe hatten sowohl Claudette Pace als auch die Olsen Brothers einen Gastauftritt. Letztendlich wurde es von Fabrizio Faniello mit dem Lied Another Summer Night gewonnen.
Die Punktevergabe erfolgte durch 7 Juroren und den „Public Vote“ (Telefonstimmen), die jeweils an jedes Lied Punkte vergeben mussten, sodass sie jeden Wert von 1–12 und 14, 16, 18 und 20 einmal vergaben.
| Startnr. | Interpret         | Englischer Songtitel     | Ungefähre Bedeutung im Deutschen | Platzierung |
| -------- | ----------------- | ------------------------ | -------------------------------- | ----------- |
| 01       | Ira Losco         | We’ll Ride the Wind      | Wir werden den Wind reiten       | 11.         |
| 02       | Fiona Cauchi      | All I Need               | Alles was ich brauche            | 8.          |
| 03       | Ira Losco         | Spellbound               | Bezaubert                        | 2.          |
| 04       | Olivia Lewis      | Love Will See Me Through | Liebe wird mich durchbringen     | 7.          |
| 05       | Nadine Axisa      | He’s My Romeo            | Er ist mein Romeo                | 16.         |
| 06       | Marvic Lewis      | I Wanna Be the One       | Ich will die eine sein           | 5.          |
| 07       | Lawrence Gray     | Count On Me              | Zähl auf mich                    | 3.          |
| 08       | Karen Polidano    | Nothing I Can Do         | Nichts das ich tun kann          | 13.         |
| 09       | Ira Losco         | Deep Inside My Heart     | Tief in meinem Herzen            | 9.          |
| 010      | Lawrence Gray     | A Song in My Life        | Ein Lied in meinem Leben         | 6.          |
| 011      | Olivia Lewis      | Hold Me Now              | Halt mich jetzt                  | 10.         |
| 012      | Julie Zahra       | Eternity                 | Unendlichkeit                    | 12.         |
| 013      | Michelle Farrugia | Why Now                  | Warum jetzt                      | 15.         |
| 014      | Ira Losco         | Don’t Give Up            | Gib nicht auf                    | 4.          |
| 015      | Tarcisio Barbara  | My Three Minute Song     | Mein Drei-Minuten-Lied           | 14.         |
| 016      | Fabrizio Faniello | Another Summer Night     | Eine weitere Sommernacht         | 1.          |

#### Punktevergabe
| Startnr. | Lied                     | 1. Juror | 2. Juror | 3. Juror | 4. Juror | 5. Juror | 6. Juror | 7. Juror | Public Vote | Total |
| -------- | ------------------------ | -------- | -------- | -------- | -------- | -------- | -------- | -------- | ----------- | ----- |
| 1        | We’ll Ride the Wind      | 4        | 2        | 3        | 8        | 4        | 8        | 12       | 9           | 50    |
| 2        | All I Need               | 9        | 9        | 16       | 7        | 2        | 7        | 4        | 11          | 65    |
| 3        | Spellbound               | 10       | 18       | 8        | 16       | 16       | 18       | 18       | 18          | 122   |
| 4        | Love Will See Me Through | 5        | 12       | 9        | 14       | 10       | 10       | 6        | 5           | 71    |
| 5        | He’s My Romeo            | 3        | 5        | 7        | 1        | 7        | 4        | 7        | 3           | 37    |
| 6        | I Wanna Be the One       | 18       | 8        | 20       | 12       | 8        | 6        | 14       | 6           | 92    |
| 7        | Count On Me              | 11       | 16       | 11       | 18       | 18       | 14       | 16       | 12          | 116   |
| 8        | Nothing I Can Do         | 1        | 4        | 2        | 2        | 11       | 20       | 5        | 1           | 46    |
| 9        | Deep Inside My Heart     | 16       | 7        | 14       | 3        | 5        | 2        | 8        | 4           | 59    |
| 10       | A Song in My Life        | 12       | 10       | 6        | 10       | 12       | 3        | 11       | 14          | 78    |
| 11       | Hold Me Now              | 2        | 11       | 4        | 9        | 9        | 5        | 10       | 2           | 52    |
| 12       | Eternity                 | 8        | 6        | 1        | 6        | 6        | 9        | 3        | 10          | 49    |
| 13       | Why Now                  | 7        | 3        | 12       | 5        | 3        | 1        | 1        | 7           | 39    |
| 14       | Don’t Give Up            | 14       | 14       | 10       | 4        | 14       | 12       | 9        | 16          | 93    |
| 15       | My Three Minute Song     | 6        | 1        | 5        | 11       | 1        | 11       | 2        | 8           | 45    |
| 16       | Another Summer Night     | 20       | 20       | 18       | 20       | 20       | 16       | 20       | 20          | 154   |